# Canthidium centrale
Canthidium centrale är en skalbaggsart som beskrevs av Antoine Boucomont 1928. Canthidium centrale ingår i släktet Canthidium och familjen bladhorningar. Inga underarter finns listade.